# Prasinocyma differens
Prasinocyma differens là một loài bướm đêm trong họ Geometridae.